# Notfjärden
Notfjärden är en fjärd i Åland (Finland). Den ligger i den nordöstra delen av landskapet, 80 km nordost om huvudstaden Mariehamn.